# لوبيلية كردينالية
لوبيلية كردينالية (الاسم العلمي: Lobelia cardinalis) هي نوع من النباتات تتبع جنس اللوبيلية من الفصيلة الجريسية.